# Leichtathletik-Weltmeisterschaften 2011/Teilnehmer (Mexiko)
| Gelbes Symbol für Goldmedaillen mit stilisierten Olympischen Ringen | Graues Symbol für Silbermedaillen mit stilisierten Olympischen Ringen | Braundes Symbol für Bronzemedaillen mit stilisierten Olympischen Ringen |
| ------------------------------------------------------------------- | --------------------------------------------------------------------- | ----------------------------------------------------------------------- |
| —                                                                   | —                                                                     | —                                                                       |

Der mexikanische Leichtathletik-Verband stellte bei den Leichtathletik-Weltmeisterschaften 2011 im koreanischen Daegu zehn Teilnehmer.

## Ergebnisse

### Männer

#### Laufdisziplinen
| Athlet                 | Disziplin   | Vorlauf | Vorlauf | Halbfinale | Halbfinale | Finale       | Finale |
| Athlet                 | Disziplin   | Zeit    | Platz   | Zeit       | Platz      | Zeit         | Platz  |
| ---------------------- | ----------- | ------- | ------- | ---------- | ---------- | ------------ | ------ |
| Juan Carlos Romero     | 10.000 m    |         |         |            |            | 29:38,38 min | 16     |
| Diego Flores           | 20 km Gehen |         |         |            |            | 1:30:00 h    | 34     |
| Horacio Nava           | 20 km Gehen |         |         |            |            | 1:24:15 h    | 19     |
| Eder Sánchez           | 20 km Gehen |         |         |            |            | 1:23:05 h    | 14     |
| Edgar Hernández        | 50 km Gehen |         |         |            |            | 3:54:46 h SB | 17     |
| José Leyver Ojeda Blas | 50 km Gehen |         |         |            |            | 3:55:37 h    | 18     |
| Omar Zepeda            | 50 km Gehen |         |         |            |            | 3:56:41 h    | 20     |

#### Sprung/Wurf
| Athlet          | Disziplin      | Qualifikation | Qualifikation | Finale        | Finale        |
| Athlet          | Disziplin      | Weite/Höhe    | Platz         | Weite/Höhe    | Platz         |
| --------------- | -------------- | ------------- | ------------- | ------------- | ------------- |
| Edgar Rivera    | Hochsprung     | 2,21 m        | 26            | ausgeschieden | ausgeschieden |
| Giovanni Lanaro | Stabhochsprung | 5,50 m        | 21            | ausgeschieden | ausgeschieden |

### Frauen

#### Laufdisziplinen
| Athletin                | Disziplin   | Vorlauf | Vorlauf | Halbfinale | Halbfinale | Finale | Finale |
| Athletin                | Disziplin   | Zeit    | Platz   | Zeit       | Platz      | Zeit   | Platz  |
| ----------------------- | ----------- | ------- | ------- | ---------- | ---------- | ------ | ------ |
| María Guadalupe Sánchez | 20 km Gehen |         |         |            |            | DSQ    | DSQ    |